# Marino sotto le bombe
Marino sotto le bombe è un libro scritto da Zaccaria Negroni nel 1947. Il libro è una raccolta storica dei ricordi dell'autore, all'epoca capo del CLN di Marino e in seguito sindaco della cittadina dei Castelli Romani, e riporta i fatti avvenuti tra il luglio 1943 e il giugno 1944, ovvero nei duri mesi di occupazione tedesca. L'autore in seguito sarà anche senatore e Servo di Dio: ad ogni modo fu un personaggio determinante nei mesi dell'occupazione.
Così Zaccaria Negroni descrive il momento forse più tragico del libro, ovvero il bombardamento di Marino del 2 febbraio 1944;
Le dodici e trenta: rombo di motori. Allarme. Ma pochi si avviano ai ricoveri; i più stanno a guardare, come il solito: ne son passate tante di formazioni, specie negli ultimi giorni! Queste... dove andranno a seminare la morte?... Ecco, una formazione è passata. Se ne sente arrivare una seconda; passerà anche questa come le altre. 
Un improvviso boato rompe bruscamente ogni illusione. (Era il crollo di Palazzo Colonna (Marino)Palazzo Colonna, colpito da grosse bombe a catena). Si corre ai ricoveri. Tardi! Una pioggia di bombe sopraggiunge, preannunciata da sibili laceranti. E poi un'altra e un'altra ancora. 
Il paese è sepolto nel fumo e nella polvere dei calcinacci: non si vede a un metro di distanza. Grida. Gemiti. Pianti. Macerie. 
Rinuncio a descrivere. Chi ha vissuto quei momenti sa; chi non li ha vissuti... non può capire.»
(Zaccaria Negroni, Marino sotto le bombe, pp. 15-16.)
Il libro volle essere soprattutto un omaggio alle 312 vittime civili dei bombardamenti, come si dice nella prefazione alla prima edizione, scritta nel 1947. 
Ad ogni modo il successo del libro, per il suo stile sincero, schietto e poetico allo stesso tempo, fu enorme: ad oggi ne sono state pubblicate quattro edizioni (1947, 1964, 1971 e 1994).

## Edizioni
- Zaccaria Negroni, Marino sotto le bombe, Tipografica Santa Lucia, Marino, 1994,  pp. 59, cap. XXIII.